# London Road Stadium
El London Road Stadium conocido como Weston Homes Stadium por motivos de patrocinio , es un estadio multiusos ubicado en la ciudad de Peterborough, en el condado de Cambridgeshire, en Inglaterra. Sirve como sede de los partidos locales del Peterborough United, que milita en la Football League Championship. El estadio fue construido en 1913 y tiene capacidad para 15 315 espectadores.

## Capacidad
El estadio consta de cuatro tribunas diferentes, con distintos niveles de capacidad
| Tribuna                   | Capacidad |
| ------------------------- | --------- |
| Tribuna Sur               | 4146      |
| Tribuna principal (Norte) | 4332      |
| Terraza Moy's End         | 3495      |
| Terraza de London Road    | 2667      |

El récord de asistencia en el estadio fue en 1965, durante un partido de la FA Cup entre el Peterborough y el Swansea Town. Este récord es poco probable que sea roto en un futuro, ya que el estadio cuenta actualmente con terrazas limitadas de público.